# Germain Henri Hess
Germain Henri Hess (în rusă Герман Иванович Гесс, transliterat: Gherman Ivanovici Ghess; n. 26 iulie/7 august 1802, Geneva, Prima Republică Franceză – d. 30 noiembrie/12 decembrie 1850, Sankt Petersburg, Imperiul Rus) a fost un chimist și medic elvețian care a formulat legea lui Hess, un principiu al termochimiei. 